# Miss Nebraska USA

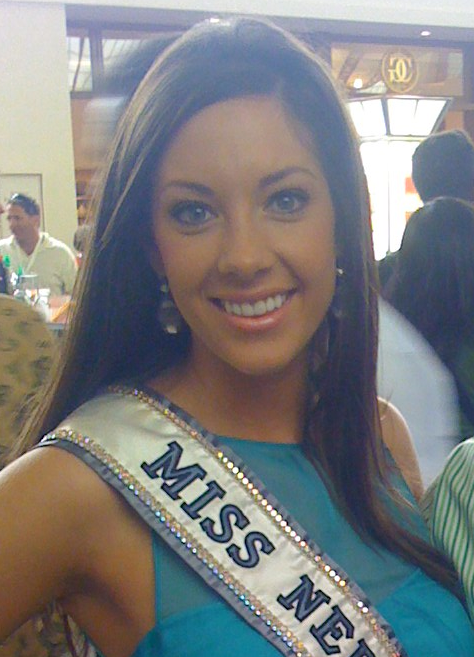
Micaela Johnson, Miss Nebraska USA 2008

Miss Nebraska USA, est un concours de beauté féminin, dont la gagnante participe à Miss USA, pour concourir les candidates doivent être âgées de 17 à 27 ans et domiciliées dans l'Etat du Nebraska.

## Tenantes du titre
| Année | Nom                  | Domicile     | Age1 | Classement à Miss USA  | Prix spéciaux à Miss USA | Notes |
| ----- | -------------------- | ------------ | ---- | ---------------------- | ------------------------ | --- |
| 2025  | Audrey Eckert        | Lincoln      | 23   |                        |                          | Participante à Miss Nebraska Teen USA 2020 et 3eme Dauphine Miss Teen USA 2020                                                                   |
| 2024  | Kamryn Buchanan      | Lincoln      | 24   |                        |                          | |
| 2023  | Mimi Wood            | Omaha        | 24   |                        |                          | |
| 2022  | Natalie Pieper       | Omaha        | 27   | 2e dauphine            |                          | |
| 2021  | Erika Etzelmiller    | Lincoln      | 23   | Top 16                 |                          | Participante à Miss Nebraska Teen USA 2016 |
| 2020  | Megan Swanson        | Omaha        | 26   |                        |                          | |
| 2019  | Lex Najarian         | Lincoln      | 24   |                        |                          | |
| 2018  | Sarah Rose Summers   | Omaha        | 23   | Gagnante Miss USA 2018 |                          | Participante à Miss Nebraska Teen USA 2012 |
| 2017  | Jasmine Fuelberth    | Norfolk      | 20   |                        |                          | Participante à Miss Nebraska Teen USA 2013 et Miss Sympathie à Miss Teen USA 2013                                                                |
| 2016  | Sarah Hollins        | Omaha        | 25   |                        | Honorable Mention        | Participante à Miss Nebraska Teen USA 2009 |
| 2015  | Hoang-Kim Cung       | Grand Island | 25   |                        |                          | |
| 2014  | Amanda Soltero       | Columbus     | 22   | Top 20                 |                          | Participante à Miss Nebraska Teen USA 2010 |
| 2013  | Ellie Lorenzen       | Omaha        | 21   |                        |                          | |
| 2012  | Amy Spilker          | Malcolm      | 21   |                        |                          | |
| 2011  | Haley Jo Herold      | Omaha        | 23   |                        |                          | |
| 2010  | Belinda Wright       | Scotia       | 21   | Top 15                 | Miss Congeniality        | Première représentante du Nebraska d'origine africaine à Miss USA.                                                                               |
| 2009  | Meagan Winings       | Atkinson     | 22   |                        |                          | Participante à Miss Nebraska Teen USA 2004 et top 10 à Miss Teen USA 2004. First Miss Nebraska Teen USA to make the semifinals at Miss Teen USA. |
| 2008  | Micaela Johnson      | Omaha        | 23   |                        |                          | Dallas Cowboys Cheerleaders Squad Member 2003-2005                                                                                               |
| 2007  | Geneice Wilcher      | Omaha        | 26   |                        |                          | |
| 2006  | Emily Poeschl        | Lincoln      | 21   |                        |                          | |
| 2005  | Jana Murrell         | Omaha        | 23   |                        |                          | |
| 2004  | Guerin Austin        | Omaha        | 24   |                        |                          | |
| 2003  | Jessica Perea        |              | 22   |                        |                          | Première miss Nebraska USA d'origine Latine |
| 2002  | Stacey Skidmore      |              |      |                        | Honorable Mention        | |
| 2001  | Su Joing Drakeford   | Bellevue     | 23   |                        |                          | USAF Airman 1995-1999, Miss Teen Omaha 1996, participante à Mrs. Maryland 2015                                                                   |
| 2000  | Valerie Cook         |              |      |                        |                          | |
| 1999  | WaLynda Lou Sipple   |              |      |                        |                          | Participante à Miss Michigan Teen USA 1992 |
| 1998  | Jennifer Naro        |              |      |                        |                          | |
| 1997  | Kimberly Jane Weir   | Lincoln      | 21   |                        |                          | |
| 1996  | Kerry Lynn Kemper    |              | 24   |                        |                          | |
| 1995  | Chandelle Peacock    | Omaha        |      |                        |                          | |
| 1994  | Shawn Wolff          |              |      |                        |                          | |
| 1993  | Tish Gade            | Lincoln      |      |                        |                          | |
| 1992  | Jeanna Margaret Blom |              |      |                        |                          | |
| 1991  | Ziba Ayeen           |              |      |                        |                          | Née en Afghanistan |
| 1990  | Angela Humphrey      |              |      |                        |                          | |
| 1989  | Renee Harter         |              |      |                        |                          | |
| 1988  | Kellie O'Neil        |              |      |                        |                          | |
| 1987  | Amy Anderson         | Kearney      |      |                        |                          | |
| 1986  | Ellen Withrow        | Papillion    |      |                        |                          | |
| 1985  | Lori Leigh Straight  | Omaha        |      |                        |                          | |
| 1984  | Joni Rundall         | Omaha        |      |                        |                          | |
| 1983  | Penelope Boynton     | Lincoln      |      |                        |                          | |
| 1982  | Lori Lynn Novicki    | Omaha        |      |                        |                          | |
| 1981  | Ladonna Hill         | Seward       |      |                        |                          | |
| 1980  | Rebecca Staab        | Ralston      | 18   | Demi-finaliste         |                          | Actrice dans le rôle de Jessie Matthews du film Guiding Light                                                                                    |
| 1979  | Rhonda Lundberg      | McCook       |      |                        |                          | |
| 1978  | Shari Alyce Reimers  |              |      |                        |                          | |
| 1977  | Deb Ridge            | Hastings     |      |                        |                          | |
| 1976  | Catherine Fricke     |              |      |                        |                          | |
| 1975  | Mary Lee Hoth        | Omaha        |      |                        |                          | |
| 1974  | Mary Wolff           |              |      |                        |                          | |
| 1973  | Janice Geiler        |              |      | Demi-finaliste         | Miss Photogénique        | |
| 1972  | Theresa Engels       |              |      |                        |                          | |
| 1971  | Lola Butler          |              |      |                        |                          | |
| 1970  | Bonnie McElveen      | Bellevue     |      |                        |                          | |
| 1969  | Marily Poole         |              |      |                        |                          | |
| 1968  | Linda J Dresher      |              |      |                        |                          | |
| 1967  |                      |              |      |                        |                          | |
| 1966  | Karen Weinfurtner    |              |      |                        |                          | |
| 1965  | Constance Kellogg    |              |      |                        |                          | |
| 1964  | Georgia Ann Merriam  |              |      |                        |                          | |
| 1963  | Sandy Zimmer         |              |      |                        |                          | |
| 1962  | Pas de concours      |              |      |                        |                          | |
| 1961  | Gail Weinstock       |              |      | Demi-finaliste         |                          | |
| 1960  | Pas de concours      |              |      |                        |                          | |
| 1959  | Priscilla Eckrish    |              |      |                        |                          | |
| 1958  | Dee Kjeldgaard       |              |      | Demi-finaliste         |                          | |
| 1957  | Carolyn McGirr       |              |      | 3e dauphine            |                          | |
| 1956  | Shari Lewis          |              |      | 3e dauphine            |                          | |
| 1955  | Donna Jo Streever    |              |      | 2e dauphine            |                          | |
| 1954  | Margie Winkhoff      |              |      | Demi-finaliste         |                          | |
| 1953  | Berneta Nelson       |              |      | Demi-finaliste         |                          | |
| 1952  | Non représenté       |              |      |                        |                          | |

1 Age durant le concours de Miss USA